# Soyuz TM-29
Soyuz TM-29 foi a trigésima oitava expedição à estação orbital russa Mir.

## Tripulação
Lançados
| Posição                | Cosmonauta           | Duração          | Pousou na   |
| ---------------------- | -------------------- | ---------------- | ----------- |
| Comandante             | Viktor Afanasyev     | 188d 20h 16m 19s | Soyuz TM-29 |
| Engenheiro de voo      | Jean-Pierre Haigneré | 188d 20h 16m 19s | Soyuz TM-29 |
| Cosmonauta-pesquisador | Ivan Bella           | 7d 21h 56m 19s   | Soyuz TM-28 |

Aterrissaram
| Posição             | Cosmonauta           | Duração          | Lançou na   |
| ------------------- | -------------------- | ---------------- | ----------- |
| Comandante          | Viktor Afanasyev     | 188d 20h 16m 19s | Soyuz TM-29 |
| Engenheiro de voo 1 | Sergei Avdeyev       | 379d 14h 51m 10s | Soyuz TM-28 |
| Engenheiro de voo 2 | Jean-Pierre Haigneré | 188d 20h 16m 19s | Soyuz TM-29 |

## Parâmetros da Missão
- Massa: 7 150 kg
- Perigeu: 188 km
- Apogeu: 273 km
- Inclinação: 51.6°
- Período: 88.6 minutos

## Pontos altos da missão
A Soyuz TM-29 foi uma nave espacial russa tripulada lançada do Cosmódromo de Baikonur a bordo de um foguete Soyuz 11A511U. Ela se acoplou à Mir em 22 de Fevereiro às 05:36 GMT com os cosmonautas Afanasyev, Haigneré, e Bella. Pelo fato de dois lugares do grupo terem sido vendidos (para a Eslováquia e França), Afanasyev foi o único cosmonauta russo a bordo. Isto significava que o engenheiro russo Avdeyev (que já estava a bordo da Mir) teria que aceitar um trabalho com o dobro da duração. Após 27 de fevereiro o comandante do grupo EO-26 Padalka e os cosmonauta eslovaco Bella partiram a bordo da Soyuz TM-28, o novo grupo da Mir consistia de Afanasyev como comandante, Avdeyev como engenheiro e o do cosmonauta francês Haigneré.